# Svrzina kuća
Svrzina kuća je privatna kuća u Sarajevu izgrađena u tradicionalnom bosanskom stilu, koja danas služi kao muzej bosanske arhitekture. Kuća je apsolutno čuvala intimu obiteljskog života i pružala uvid u život sokaka. Ona je najljepši očuvani primjerak izuzetnosti sarajevskog stambenog graditeljstva u osmanskom razdoblju.  
Svrzina kuća se navodi u mnogim arhitektonskim znanstvenim teorijama kao primjer bosanske arhitekture osmanskog razdoblja, koja je definirala bosanski arhitektonski sklop. Po mnogim teorijama sastoji se iz sljedećih komponenata: ograda, koja je određivala ulicu i jasno odvajala privatni od javnog prostora, dvorište, koje je bilo obloženo oblim kamenom, radi lakšeg održavanja, šadrvan (vodoskok), fontana ili česma, koji su služili za održavanje higijene prije ulaska u kuću, hajat, prizemlje, gdje se okupljala obitelj, te divanhana na katu, koja je bila privatnog karaktera, a korištena uglavnom za odmor i uživanje pogleda na čaršiju ili u prirodu. Kuća je posjedovala cvjetnjak đul-bašču i povrtnjak.
Sagrađena je od nepečene opeke ćerpiča i drveta. Kuću su karakterizirala dva jasno odvojena dijela: muški i ženski, što govori o patrijarhalnim odnosima u obitelji, specifičnim za cjelokupno razdoblja osmanske vlasti, koji su se dugo zadržali i ostavili svoje tragove sve do novijeg vremena. 